# Повстанська армія УНР
Повстанська армія Української Народної Республіки — у період радянсько-української війни збройне формування Української Народної Республіки, створене з інтернованих у Польщі і Румунії українських вояків та повстанських формувань на окупованій Радянською Росією території для участі у Другому Зимовому поході.
Назва «Повстанська Армія» не відповідала тим силам, які в ній були. Але планувалося, що в рейд йдуть схематичні кадри майбутньої справжньої повстанської армії, що швидко поповняться за рахунок партизанів і повсталих селян.

## Передумови створення
У жовтні 1920 року польська сторона, порушивши умови Варшавського договіру 1920 року, пішла на примирення з більшовиками. Українська Армія ще більше місяця продовжувала війну з Радянською Росією, але під тиском ворога 21 листопада 1920 року була змушена відступити на терени окуповані Польщею, і там скласти зброю. 18 березня 1921 року між Польщею з одного боку та РСФСР і маріонетковою УСРР з іншого боку було укладено Ризький мирний договір. Наприкінці 1920 — на початку 1921 років територію України окуповувала Червона армія Радянської Росії. У цих умовах визвольний рух українського народу перетворився на суто партизанську війну.

## Формування штабу
З 1921 року керівництво УНР починає формувати систему керівництва, координації та підтримки повстанського руху в Україні. 21 січня при Головній Команді військ УНР на засіданні Ради Народних Міністрів у місті Тарнів було утворено Повстансько-партизанський штаб, завданням якого було підготувати загальне повстання в Україні проти окупаційного російсько-більшовицького режиму.
За пропозицією генерал-хорунжого Всеволода Петріва керувати новоствореним штабом мав безпосередньо Симон Петлюра як головнокомондувач армії УНР. Справу підготовки до походу в Україну головнокомандувач доручив відомому військовому діячеві генерал-хорунжому Юрію Тютюннику. Штаб мав вирішувати усі питання, пов'язані зі збройною протидією більшовицьким окупантам та організацією широкомасштабного антикомуністичного повстання в Україні. Начальником штабу було призначено полковника Юрія Отмарштейна.
Підготовка рейду в Україну здійснювалась в координації з ІІ Відділом Генерального штабу Польського Війська. На нарадах з поляками інтереси Петлюри представляв полковник Олександр Данильчук. Поляки, зокрема, погодилися на перенесення у квітні 1921 року Головного Повстанського штабу до Львова, зобов'язалися постачати необхідні засоби для штабу та його контрольно-розвідувальних пунктів, через які переходитимуть повстанці в Україну, дозволяли використовувати інтернованих старшин та козаків як посланців в Україну, обіцяли видавати документи на безкоштовний переїзд залізницею для службовців Штабу. Крім цього поляки погодились випустити 2000 інтернованих старшин і козаків, які на добровільній основі погодились повернутися в Україну для продовження боротьби за незалежність.
23 жовтня 1921 року напередодні початку Другого зимового походу львівський штаб реорганізовано в Українське інформаційно-пресове бюро, а на зміну ППШ створено Штаб Повстанської армії.

## Склад армії
Повстанська армія УНР складалася із трьох груп. Бессарабська повстанська група налічувала близько 300 бійців на чолі з Андрієм Гулим-Гуленком, Подільська група — до 400 бійців під проводом полковника Михайла Палія-Сидорянського (пізніше — полковника Сергія Чорного) і Волинська група — 800 бійців під командуванням безпосередньо Юрія Тютюнника. Загальне командування групами армії здійснював генерал-хорунжий Тютюнник.

## Озброєння
Озброєння Повстанська армія намагалася отримати від урядів країн, де формувалися повстанські групи: Польщі та Румунії.
Повстанці Волинської групи отримали зброю 1-го листопада 1921 року. Оскільки польський уряд офіційно заперечував свою участь у підготовці вторгнення на територію УСРР, то повстанці «захопили» вагон на станції Моквин. У числі переданої таким чином зброї джерела вказують 500 шабель і 300 списів — по табелю озброєнь на цілий кавалерійський полк тодішньої польської армії. Оскільки зброї на всіх не вистачало, її розділили як могли: кому гвинтівку, кому шаблю, кому спис. Для кадрів «кінного полку» — 45 старшин — офіцерів, 30 підстаршин — унтер-офіцерів і 25 козаків — рядових заступник командира полку сотник Василь Падалка отримав 20 гвинтівок російського зразка, 40 списів і 25 шабель. При чому, як пише в своїх спогадах сам сотник, шаблі і списи були іржаві. Із 155 офіцерів і чиновників та 645 унтер-офіцерів й рядових, озброєних гвинтівками було 56 %. Кінних розвідників нараховувалося 32 людини. Решту холодної зброї везли в обозі. Озброєння повстанців ілюструє приклад окремого загону сотника Падалки. Так, на 17 чоловік було видано 7 гвинтівок, 5 шабель, 5 списів, 20 ручних гранат, 30 піроксилінових шашок.
З доповіді Юрія Тютюнника 2 листопада Петлюрі:
|  | До п. Головного Отамана! Подільський загін (під командуванням підполковника Палія) 700 чол. (мав бути кінний), 200 рушниць, 10 000 набоїв, 5 кулеметів, 4 стрічки з набоями і 5 - без набоїв, з 25 на 26 - перейшов Збруч (лише 12 кінних). 27 - занято Кам'янець-Подільський і Проскурів. Волинський загін генерал-хорунжого Янченка разом з штабом генерала Тютюнника 900 козаків, 417 рушниць, набоїв 70 000, 32 кулемети з набоями і стрічками, 300 шабель, 15 списів, 500 ручних гранат. 35% роззуті (босі), 50% без шинелей, одяг решти козаків старий і подертий. Великий брак відчуваємо в білизні. Від 1-ї повстанської групи Гулого донесень не поступило. |

## Участь у бойових діях

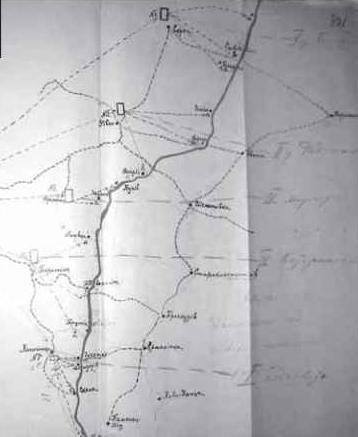
Сжема переходу українських розвідників через радянсько-польський кордон. 1921 рік.

Перед армією ставилося завдання, таємно перетнувши кордон Радянської України, підняти повстання і надати йому організованого характеру для перешкоджання грабункам та вивезенню продовольчого податку до РСФСР, врятувавши таким чином Україну від неминучого голоду. Усі групи армії перейшли кордон у різних місцях.

### Подільська повстанська група
Подільська повстанська група вирушила в похід 25 жовтня 1921 з Гусятина. Головна частина Подільської групи перейшла кордон поблизу села Бондарівка 26 жовтня. Під селом Гусятин в ніч з 27 на 28 жовтня 4-ий кінний корпус 4-ї київської петлюрівської дивізії під командуванням полковника Михайла Палія-Сидорянського в кількості 600 вояків, подолавши опір радянських прикордонників, перетнув українсько-польський кордон. 28 жовтня 4-й кінний корпус зайняв станцію Ярмолинці, захопив містечка Купіль і Городок. У селі Згарок Подільська група розгромила 8-й кінний полк Червоного козацтва і здобула його прапор. В бою під Авратином 1 листопада поранено командира групи Палія-Сидорянського. Під охороною кіннотників його відправили до радянсько-польського кордону, а керівництво групою перейшло до Сергія Чорного. 2-4 листопада на північних околицях містечка Хмільник відбувалися бої 4-го кінного корпусу 4-ї київської петлюрівської дивізії, українські сили відступили на північ. 6 листопада Подільська група перемістилася у визначений наказом Тютюнника район, для з'єднання з головними повстанськими силами. Проводилася розвідка для встановлення місцезнаходження Волинської повстанської групи. Лише 9 листопада вояки дізналися, що Волинська група зазнала поразки у бою під Коростенем і відійшла у напрямку села Чоповичі. Командування Подільської групи вирішило наздогнати головні повстанські сили і наказало рухатися в напрямку містечка Базар. В часі походу до групи приєдналися потріпані і виснажені загони отаманів Антончика, Струка та Орлика. 18 листопада біля села Блитчі вояки довідались про поразку Волинської групи.

### Волинська повстанська група
Волинська повстанська група вийшла в рейд 4 листопада 1921 року з району Олевська — під головуванням генерала Тютюнника, подолавши опір радянських прикордонників, перетнула польсько-український кордон. 7 листопада група зайняла Коростень, проте під натиском переважаючих сил противника українські частини змушені були відступити на Захід. Після бою відбулося об'єднання решток 4-го кінного корпусу 4-ї київської дивізії під командуванням полковника Палія-Сидорянського із залишками Волинської групи. 10 листопада об'єднаний загін захопив станцію Чоповичі, але після прибуття червоної стрілецької дивізії та бронепоїзда був вибитий. В районі селища Базар група була оточена більшовицькою кавалерією Григорія Котовського. 17 листопада у бою під Малими Міньками повстанці були розбиті. Частина учасників групи потрапила у полон, і після рішучої відмови перейти на службу до Червоної армії 359 бійців Повстанської Армії 21 листопада було розстріляно під Базаром. Тільки невеликий загін зі 150 бійців Волинської групи зумів прорвати оточення і перейти польський кордон.

### Бессарабська повстанська група
Бессарабська повстанська група на чолі з Андрієм Гулим-Гуленком на Правобережну Україну почала пробивалась 19 листопада 1921 року. Головним завданням групи була демонстрація «основного наступу» на півдні України для відвернення на себе уваги більшовиків, полегшивши операцію прориву головній Волинській групі. Ціллю Басарабської групи було захоплення Тирасполя і подальше просування у напрямку Одеси, щоб здобути доступ до моря. Поставлених цілей досягнуто не було, адже їх ворог був значно чисельнішим. Спротив відділам Бессарабської групи чинили ІІ батальйон 451-го полку Московської дивізії та Тираспільський гарнізон Червоної армії. Бессарабська група зазнала втрат, її значна частина навіть не змогла перетнути румунсько-радянський кордон. Варто відзначити, що чекісти мали детальну інформацію про підготовку походу групи.
Остаточну ліквідацію штабу Бессарабської групи було проведено в лютому 1922 року при місії УНР у Бухаресті.